# Шаталов, Владимир Александрович
Влади́мир Алекса́ндрович Шата́лов (8 декабря 1927, Петропавловск, КазАССР — 15 июня 2021, Москва) — советский космонавт, генерал-лейтенант авиации. Дважды Герой Советского Союза (1969 — дважды). Заслуженный мастер спорта СССР (1969), кандидат технических наук (1972).
Один из кратеров на обратной стороне Луны назван его именем.

## Биография
Родился 8 декабря 1927 года в семье железнодорожника в городе Петропавловске Петропавловского уезда Акмолинской губернии Казакской АССР РСФСР (ныне административный центр Северо-Казахстанской области Республики Казахстан). Русский. Отец — Герой Социалистического Труда Александр Борисович Шаталов.
В 1941 году окончил 6 классов школы № 4 г. Ленинграда (ныне Гимназия № 24 им. И. А. Крылова), в школьные годы занимался авиамоделированием в кружке Дворца пионеров. В 1941 году полтора месяца участвовал в обороне Ленинграда, вместе с отцом был в составе ремонтно-восстановительного поезда «Связьрем-1», а затем отправился в родной Петропавловск, куда уехала в эвакуацию семья. В 1943 году в Петропавловске окончил школу-семилетку.
В 1945 году окончил 6-ю Воронежскую спецшколу ВВС, находившуюся в эвакуации в Караганде, затем в Липецке, на улице Ушинского, 8.
В июле 1945 года поступил в 8-ю Военную авиационную школу первоначального обучения лётчиков. В августе 1945 года её закрыли, продолжил обучение в Качинском Краснознамённом военном авиационном училище лётчиков имени А. Ф. Мясникова, находившемся в то время в г. Мичуринске Тамбовской области. В 1949 году окончил училище по первому разряду и стал лётчиком.
С 7 сентября 1949 года служил лётчиком-инструктором, а с 14 июня 1951 года — лётчиком-инструктором по технике пилотирования 706-го учебного авиационного полка (УАП) Качинского ВАУЛ. С 12 декабря 1951 года служил лётчиком-инструктором боевого применения 707-го УАП.
В 1956 году окончил командный факультет Краснознамённой Военно-воздушной академии ВВС СССР. С ноября 1956 года служил заместителем командира эскадрильи, затем командиром эскадрильи, а с мая 1960 года — заместителем командира авиационного полка в строевых частях ВВС. С февраля 1961 года служил старшим инспектором-лётчиком отдела боевой подготовки 48-й воздушной армии Одесского военного округа.
Освоил самолёты УТ-2, Як-3, Як-9, Як-9п, Як-9т, Як-11, Як-12, Як-18, МиГ-15, МиГ-15УТИ, МиГ-15бис, МиГ-17, МиГ-21, МиГ-21у, Су-7Б, Ил-14, Ту-104 и вертолёт Ми-4. Общий налёт к моменту зачисления в отряд космонавтов составил более 2 500 часов.
Приказом Главкома ВВС № 14 от 10 января 1963 года был зачислен в Центр подготовки космонавтов (ЦПК) в качестве слушателя-космонавта. С января 1963 по январь 1965 года проходил обще-космическую подготовку. Изучил системы, конструкцию и правила эксплуатации кораблей «Восток ЗА», «Восход», «Восход 2», «Союз». 13 января 1965 года после сдачи экзаменов получил квалификацию «космонавт ВВС». 23 января 1965 года был назначен на должность космонавта 2-го отряда (военные космические программы).
В. А. Шаталов и А. С. Елисеев первыми из советских космонавтов совершили три космических полёта.
Умер 15 июня 2021 года на 94-м году жизни. Похоронен на Федеральном военном мемориальном кладбище (уч. 15).

### Статистика[10]
| # | Стартовый корабль | Старт, UTC        | Экспедиция     | Корабль посадки | Посадка, UTC      | Налёт                     | Выходы в открытый космос | Время в открытом космосе |
| - | ----------------- | ----------------- | -------------- | --------------- | ----------------- | ------------------------- | ------------------------ | ------------------------ |
| 1 | Союз-4            | 14.01.1969, 07:30 | Союз-4, Союз-5 | Союз-4          | 17.01.1969, 06:50 | 02 суток 23 часа 20 минут | 0                        | 0                        |
| 2 | Союз-8            | 13.10.1969, 10:19 | Союз-8         | Союз-8          | 18.10.1969, 09:09 | 04 суток 22 часа 50 минут | 0                        | 0                        |
| 3 | Союз-10           | 22.04.1971, 23:54 | Союз-10        | Союз-10         | 24.04.1971, 23:40 | 01 сутки 23 часа 45 минут | 0                        | 0                        |
|   |                   |                   |                |                 |                   | 09 суток 21 час 55 минут  | 0                        | 0                        |

С 25 июня 1971 года служил помощником Главкома ВВС по подготовке и обеспечению космических полётов (заместителем Главкома ВВС по космосу). С 1971 по 1991 год был членом Государственной комиссии по пилотируемым космическим полётам.
28 апреля 1972 года защитил диссертацию в КВВА им. Ю. А. Гагарина и получил степень кандидата технических наук.
В 1980 году В. А. Шаталов был консультантом научно-фантастического фильма «Через тернии к звёздам».
С 3 января 1987 по 19 сентября 1991 года служил начальником Центра подготовки космонавтов.
Указом Президента Российской Федерации от 9 мая 1992 года был уволен в запас (21 мая 1992 года).
После смерти Джона Гленна был старейшим из участников космических полётов. Первый из советских и российских космонавтов, достигших 90-летнего возраста.

## Книги
Автор автобиографической книги «Трудные дороги космоса» (М., 1978), в которой рассказывает о достижениях советской космонавтики, развитии советской космической программы и советско-американском сотрудничестве в деле освоения космоса. Также является соавтором ряда книг о космосе.
- Шаталов В. А. 10 лет космической эры. — М.: Наука, 1971. — 22 с. — 1200 экз.[11]
- Шаталов В. А., Селетков С. Н., Скребушевский Б. С. Применение ЭВМ в системе управления космическим аппаратом / под. ред. д-ра техн. наук Г. Г. Бебенина. — М.: Машиностроение, 1974. — 209 с. — 3000 экз.[12]
- Шаталов В. А., Ребров М. Ф. Люди и космос. — М.: Мол. гвардия, 1975. — 112 с. — 100 000 экз.[13]
- Шаталов, В.А. Встреча на орбите // Белые ночи: Сборник. — Л.: Лениздат, 1975. — С. 26—35. — 50 000 экз.
- Шаталов В. А., Ребров М. Ф. Космонавты СССР. — М.: Просвещение, 1977. — 319 с. — 10 000 экз.[14]
- Шаталов В. А. Трудные дороги космоса. — М.: Мол. гвардия, 1978. — 288 с. — 150 000 экз.[15]
- Шаталов В. А., Ребров М. Ф. Космос: рабочая площадка. — М.: Дет. лит., 1978. — 126 с. — 200 000 экз.[16]
- Шаталов В. А., Ребров М. Ф. Космонавты СССР. — 2-е изд. доп.. — М.: Просвещение, 1979. — 366 с. — 10 000 экз.[17]
- Шаталов В. А., Ребров М. Ф. Космонавты СССР. — 3-е изд. доп.. — М.: Просвещение, 1980. — 206 с. — 100 000 экз.[18]
- Шаталов В. А. Трудные дороги космоса. — 2-е изд. доп.. — М.: Мол. гвардия, 1981. — 320 с. — 100 000 экз.[19]
- Шаталов В. А., Лепихов А. М. Космос — Земле. — М.: Сов. Россия, 1981. — 80 с. — 30 000 экз.[20]
- Шаталов В. А., Ребров М. Ф. Космонавты СССР. — 4-е изд. доп.. — М.: Просвещение, 1984. — 383 с. — 10 000 экз.[21]

Книга «Космонавты СССР» была издана также на испанском и немецком языках.

## Награды и звания
- Лётчик-космонавт СССР (1969)

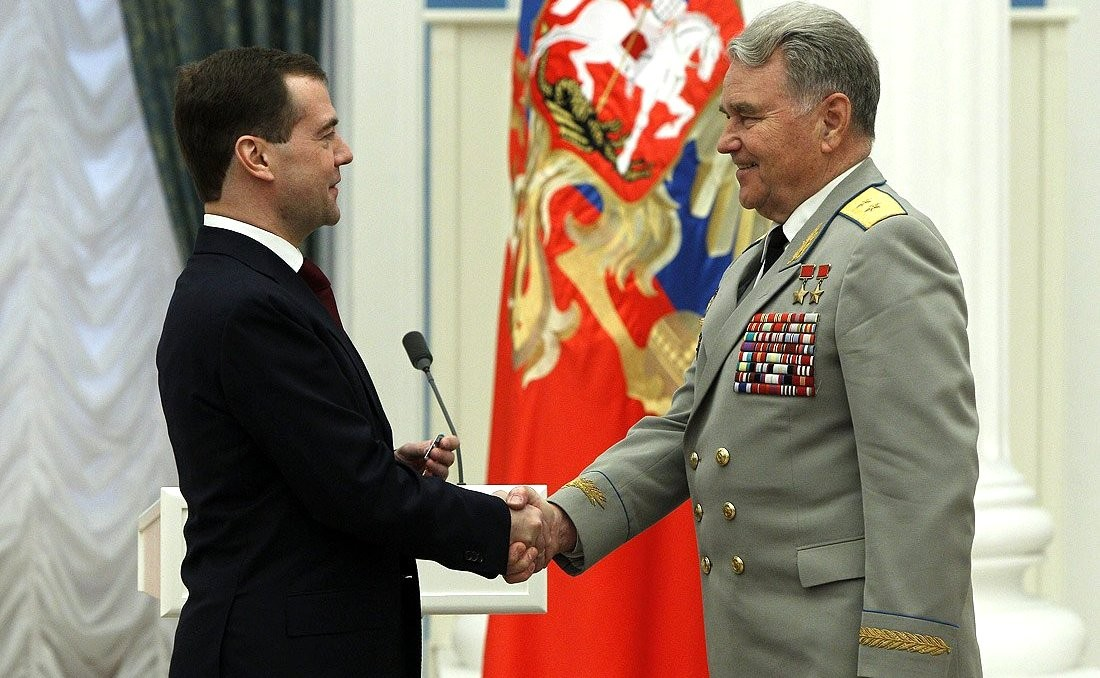
Награждение орденом Дружбы, 12 апреля 2011 года.

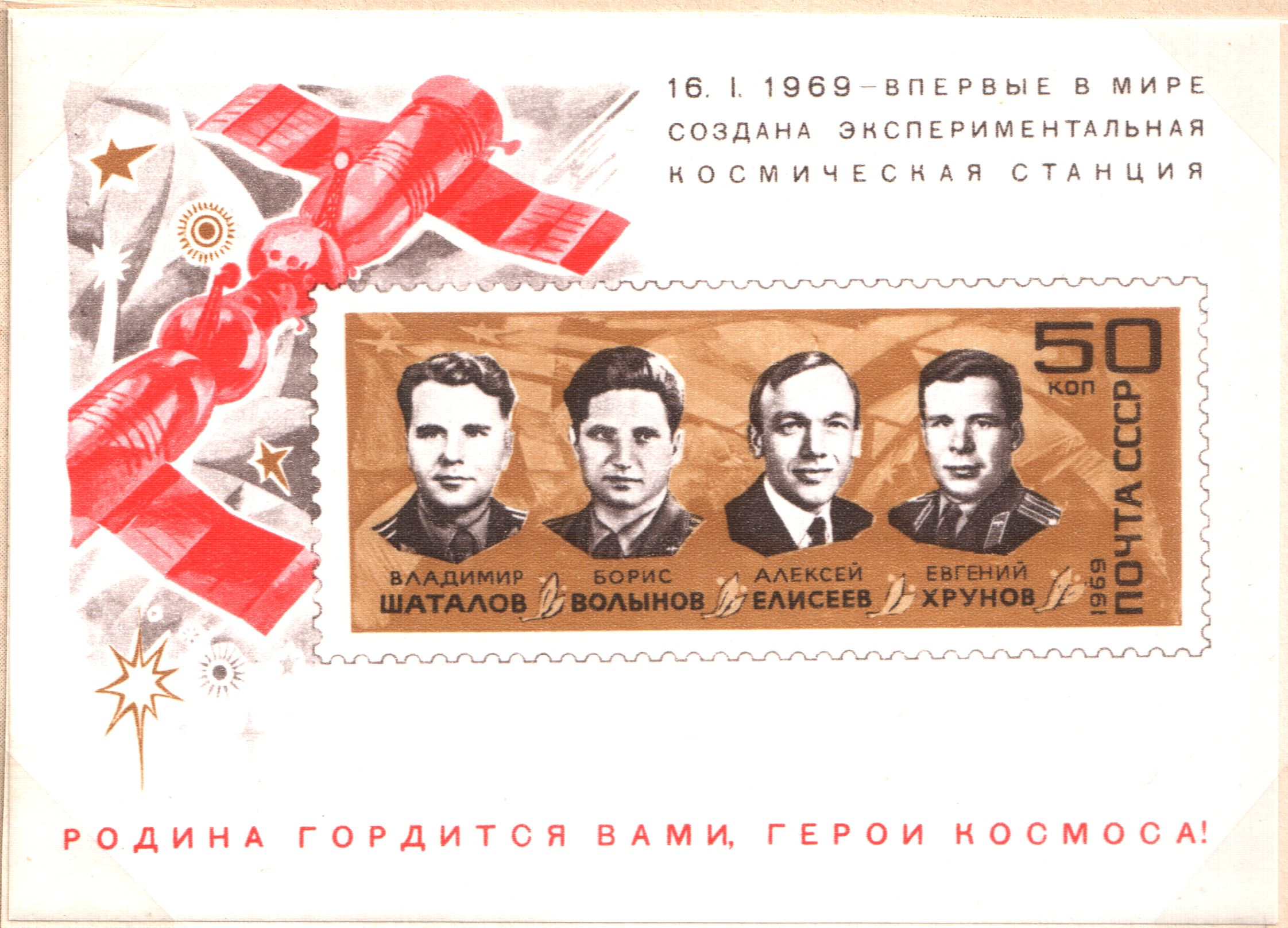
Почтовый блок СССР, 1969 год (В. Шаталов, Б. Волынов, А. Елисеев, Е. Хрунов).

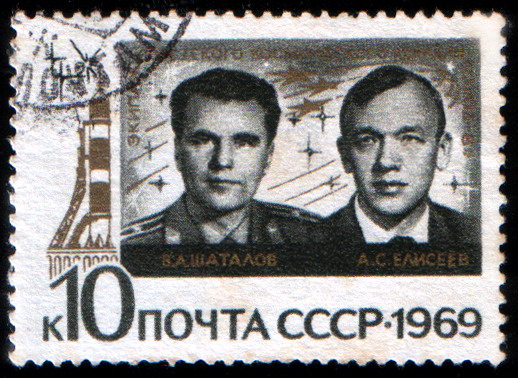
Почтовая марка СССР, 1969 год (В. Шаталов, А. Елисеев).

- Заслуженный мастер спорта СССР (21 октября 1969)
- Почётный радист СССР (1971)
- Почётный металлург (14 июля 1972)
- Почётный геодезист (1988)

Классность
- Космонавт 1-го класса (10 мая 1971)
- Космонавт 2-го класса (15 октября 1969)
- Космонавт 3-го класса (23 января 1969)
- Инструктор парашютно-десантной подготовки (ПДП) ВВС (24 декабря 1964)
- Военный лётчик 1-го класса (24 июня 1960)
- Военный лётчик 2-го класса (01 июля 1958)

Награды России и СССР:
- Дважды Герой Советского Союза (22 января 1969, 22 октября 1969);
  - медаль «Золотая Звезда» (№ 10713 — 22 января 1969, № 85 — 22 октября 1969);
- орден «За заслуги перед Отечеством» IV степени (2 марта 2000) — за большие заслуги перед государством в развитии отечественной пилотируемой космонавтики[22];
- орден Дружбы (12 апреля 2011 года) — за большой вклад в развитие отечественной пилотируемой космонавтики и многолетнюю плодотворную общественную деятельность[23];
- три ордена Ленина (№ 400976 — 22 января 1969, 30 апреля 1971, 15 января 1976);
- орден Октябрьской Революции (27 декабря 1982);
- орден «За службу Родине в Вооружённых Силах СССР» III степени (22 февраля 1989);
- медаль «За боевые заслуги» (30 декабря 1957);
- медаль «За воинскую доблесть. В ознаменование 100-летия со дня рождения В. И. Ленина» (1970);
- медаль «За отличие в охране государственной границы СССР»;
- юбилейная медаль «Двадцать лет Победы в Великой Отечественной войне 1941—1945 гг.» (1965);
- медаль «Ветеран Вооружённых сил СССР» (1976);
- медаль «За освоение целинных земель» (1969);
- медаль «За укрепление боевого содружества» (24 мая 1982);
- другие медали;
- Государственная премия СССР (1981) — за организацию международных полётов на орбитальной станции «Салют»;
- Благодарность Президента Российской Федерации (9 апреля 1996 года) — за большой личный вклад в развитие отечественной космонавтики[24].

Иностранные награды:
- Орден «Мадарский всадник» I степени (Болгария, 2008);
- медаль «За укрепление братства по оружию» (НРБ, 1977);
- медаль «25 лет Народной власти» (НРБ);
- медаль «100 лет Освобождения Болгарии от османского рабства» (НРБ);
- орден Государственного Знамени (ВНР, 1981);
- золотая медаль «За боевое содружество» (ВНР, 20 июня 1980);
- Герой Труда (СРВ, 1980);
- орден Хо Ши Мина (СРВ, 1980);
- орден Карла Маркса (ГДР, 1977);
- медаль «Братство по оружию» 1 класса (ГДР, 1978);
- национальный орден «Плайя-Хирон» (Куба, 1980);
- орден «Солидарность» (Куба , 1983)[25];
- медаль «20 годовщина Революционных вооружённых сил» (Куба);
- орден Полярной звезды (МНР, август 1983);
- медаль «60 лет Вооружённым силам МНР» (МНР, 29.12.1981);
- медаль «Братство по оружию» (ПНР, 1977);
- медаль «Воинская доблесть» I степени (СРР, 1980);
- орден «Дружба народов» (САР);
- медаль «Воинская доблесть» (САР);
- медаль «За укрепление дружбы по оружию» (ЧССР) (1980);
- семь медалей и два ордена Австрии и Сирии.

Общественные и научные награды:
- орден «Гордость России» (2008)
- золотая медаль имени К. Э. Циолковского АН СССР
- почётный диплом имени В. М. Комарова (ФАИ)
- золотая медаль имени Ю. А. Гагарина АН СССР

Почётный гражданин городов: Калуги, Кургана (1969), Нальчика (Россия), Караганды, Петропавловска (Казахстан), Праги (Чехия), Хьюстона (США), Братиславы (2 мая 1987, Чехословакия).

## Воинские звания
- Лейтенант (7 сентября 1949)
- Старший лейтенант (20 октября 1951)
- Капитан (28 января 1955)
- Майор (29 декабря 1958)
- Подполковник (7 февраля 1962)
- Полковник (15 января 1969)
- Генерал-майор авиации (26 апреля 1971)
- Генерал-лейтенант авиации (25 апреля 1975), с 21 мая 1992 — генерал-лейтенант авиации запаса, затем генерал-лейтенант авиации в отставке

## Признание заслуг
В честь космонавта назван кратер Шаталов (англ. Shatalov (crater)) диаметром 24,05 км в Море Москвы на Обратной стороне Луны.
Памятник В. А. Шаталову установлен в 1979 году в городе Петропавловске, где он родился.
Выпущены почтовые марки с портретом космонавта.

## Семья
- Отец — Шаталов Александр Борисович (1890—1970), связист-железнодорожник, участник советско-финляндской и Великой Отечественной войн, Герой Социалистического Труда (1943) — за восстановление линий связи при строительстве «Дороги жизни» в блокадный Ленинград.
- Мать — Шаталова (Никольская) Зоя Владимировна (1900—1980).
- Жена — Шаталова (Ионова) Муза Андреевна (24.04.1928 — 24.04.2017), кандидат сельскохозяйственных наук, с.н.с. Поженились в 1951 году.[28].
  - Сын — Шаталов Игорь Владимирович (род. 29 мая 1952), кандидат технических наук, с.н.с., преподаватель Ленинградского механического института.
  - Дочь — Толубеева (Шаталова) Елена Владимировна (род. 3 сентября 1958), старший преподаватель Дипломатической академии МИД России.